# Рабы (Карфаген)
Ра́бы, единственное число раб (финик. 𐤓𐤁, Rb) — группа титулов карфагенских чиновников, известных из надписей. Буквально означает «глава, руководитель». Вероятно, ра́бы занимали в обществе высокое положение, поскольку иногда они достигали постов суффетов (высших должностных лиц) или фигурировали в надписях наряду с ними. Например, имена ра́бов использовались для датировок: годы в Карфагене назывались по именам суффетов, чьи полномочия приходились на данный год, однако, поскольку имена часто совпадали, датировку уточняли именами ра́бов.

## Известные титулы
- Rb Mhnt (раб маханат) — главнокомандующий армии. Титул существовал уже в раннюю эпоху карфагенской истории. Именно это выражение употреблялось в неопунических текстах, обнаруженных в Триполитании, в частности в Лептис-Магне, для перевода римского слова «консул». Это заставляет предположить, что и термины «стратег», «дукс» и «диктатор», используемые греческими и римскими авторами применительно к Карфагену, соответствовали именно титулу Rb Mhnt, а не титулу суффета. Об иерархии в карфагенской армии известно мало, поскольку в античных источниках содержатся только самые общие сведения. В тексте, обнаруженном в Сидоне, упоминается некий Rb Šny (командир второго ранга?), а в другой надписи, найденной в Карфагене, говорится о Rb Šlš (командире третьего ранга?). Две другие надписи (Тир, III век до н. э. и Дугга, II век до н. э.) содержат термин Rb M’T, то есть «командир сотни». Наконец, в более поздней надписи из Триполитании (15—17 годы н. э.) содержится уникальное выражение: Rb t'ht rb mhnt. Буквально оно означает: «командир под началом главнокомандующего». Речь, видимо, идёт не о карфагенской военной или гражданской должности, а о переводе на пунический язык понятия «проконсул»[3].

- Rb Khnm (раб куханим) — верховный жрец. В древних обществах, где религия и политика тесно переплетались, жрецам отводилась одна из ведущих ролей. В Карфагене жрецов, главным образом выходцев из древних родов, многие члены которых, будучи первыми основателями города, обладали монополией на исполнение жреческих функций, объединял необычайно сильный корпоративный дух. Карфагенское жречество было иерархически строго организовано. Безбрачие предположительно не являлось необходимым условием для осуществления их функций, по крайней мере, в случае рабов куханимов: в некотором количестве надписей приводятся подробные родословные с указанием потомков некоторых из них. Неизвестно, был ли период исполнения ими своих обязанностей ограничен во времени. Женщины также могли становиться жрицами (но не каждого божества), и иногда они достигали вершин иерархической лестницы[4].

- Rb Sprm (раб софрим) — глава писцов. Профессия писца в Карфагене была очень уважаемой. Существование титула раб софрим, который упоминается в двух надписях, найденных в Карфагене и на Кипре, позволяет предположить, что внутри этой корпорации существовала определённая иерархия[5].

## Некрополь рабов

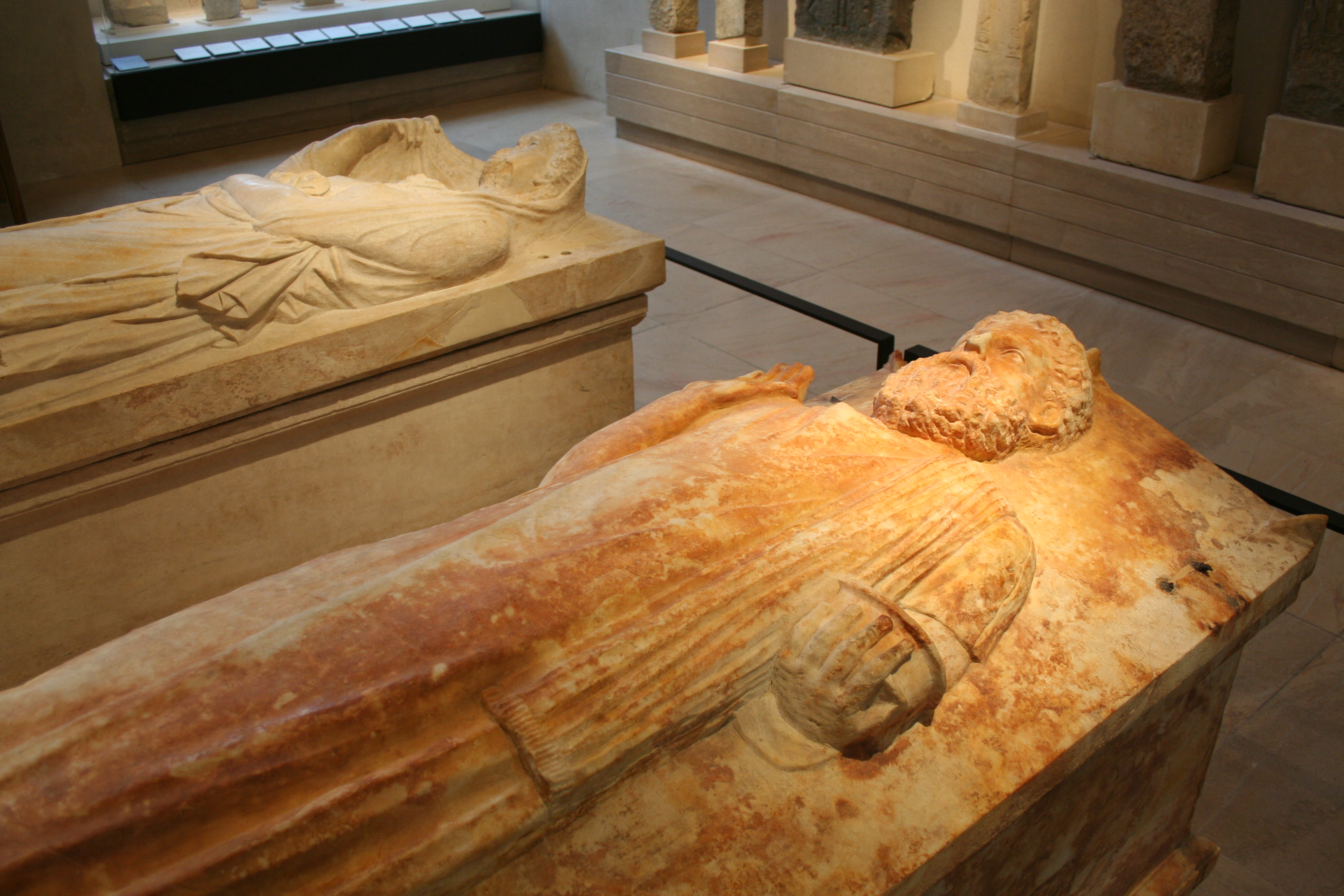
Два саркофага из некрополя ра́бов (жрица и жрец). Лувр

В конце XIX—начале XX веков в ходе раскопок, проводившихся А. Л. Делаттром, в восточной части исторического Карфагена было обнаружено захоронение представителей карфагенского высшего класса, получившее название некрополя ра́бов. Было найдено около пятнадцати мраморных саркофагов греческого типа с двускатной крышкой, датируемых IV—III веками до н. э., во многом повторявших саркофаги Афин и Южной Италии. Учитывая интерес карфагенян к греческой культуре, представляется возможным, что в Карфагене была открыта мастерская, где греческие скульпторы изготавливали на заказ отдельные модели для клиентов-пунийцев. Крышки четырёх саркофагов украшены статуями, выполненными в технике горельефа. Так называемый саркофаг жрицы, хранящийся ныне в Национальном музее Карфагена, является ярчайшим воплощением пунического эклектизма: на нём изображена женщина в древнеегипетских одеяниях, состоящих из туники с нисходящими от бёдер крыльями и головным убором в виде головы грифа. Два других саркофага практически идентичны этрусскому саркофагу из Тарквинии, крышка которого украшена статуей мужчины.